# Les Hauts-Talican
Les Hauts-Talican község Franciaország Hauts-de-France régiójában, Oise megyében. Új községként 2019. január 1-jén jött létre Beaumont-les-Nonains, La Neuville-Garnier és Villotran korábbi községek egyesítésével.
Beaumont-les-Nonains azonban 2024. január 1-jén levált Les Hauts-Talican-ról és újra önálló község lett.

## Népesség
| Lakosok száma | 875  | 872  | 867  | 873  | 543  | 337  |
|               | 2017 | 2018 | 2019 | 2020 | 2021 | 2022 |